# Collegio plurinominale Toscana - 01 (Senato della Repubblica 2017)
Il collegio elettorale plurinominale Toscana - 01 è stato un collegio elettorale plurinominale della Repubblica Italiana per l'elezione del Senato tra il 2017 ed il 2022.

## Territorio
Come previsto dalla legge elettorale italiana del 2017, il collegio era stato definito tramite decreto legislativo all'interno della circoscrizione Toscana.
Il collegio comprendeva la zona definita dai quattro collegi uninominali Toscana - 01 (Firenze), Toscana - 02 (Sesto Fiorentino), Toscana - 03 (Prato) e Toscana - 05 (Lucca).

## Dati elettorali

### XVIII legislatura
Come previsto dalla legge elettorale, 193 senatori erano eletti in 33 collegi plurinominali con ripartizione proporzionale a livello regionale tra le coalizioni e le singole liste che avessero superato la soglia di sbarramento stabilita.
Nel collegio venivano eletti 11 senatori.
| Liste          | Liste                                       | Proporzionale | Proporzionale | Proporzionale | Maggioritario | Maggioritario | Maggioritario |  |
| Liste          | Liste                                       | Voti          | %             | Seggi         | Voti          | %             | Seggi         |  |
| -------------- | ------------------------------------------- | ------------- | ------------- | ------------- | ------------- | ------------- | ------------- |  |
|                | Partito Democratico                         | 354 341       | 31,62         | 2             | 397 918       | 35,50         | 2             |  |
|                | +Europa                                     | 31 747        | 2,83          | –             | 397 918       | 35,50         | 2             |  |
|                | Italia Europa Insieme                       | 7 030         | 0,63          | –             | 397 918       | 35,50         | 2             |  |
|                | Civica Popolare                             | 4 800         | 0,43          | –             | 397 918       | 35,50         | 2             |  |
|                | Lega                                        | 186 946       | 16,68         | 1             | 352 339       | 31,44         | 2             |  |
|                | Forza Italia                                | 115 346       | 10,29         | 1             | 352 339       | 31,44         | 2             |  |
|                | Fratelli d'Italia                           | 43 425        | 3,87          | 1             | 352 339       | 31,44         | 2             |  |
|                | Noi con l'Italia – UDC                      | 6 622         | 0,59          | –             | 352 339       | 31,44         | 2             |  |
|                | Movimento 5 Stelle                          | 265 872       | 23,72         | 2             | 265 872       | 23,72         | –             |  |
|                | Liberi e Uguali                             | 53 388        | 4,76          | –             | 53 388        | 4,76          | –             |  |
|                | Potere al Popolo!                           | 20 056        | 1,79          | –             | 20 056        | 1,79          | –             |  |
|                | Partito Comunista                           | 10 034        | 0,90          | –             | 10 034        | 0,90          | –             |  |
|                | CasaPound                                   | 9 382         | 0,84          | –             | 9 382         | 0,84          | –             |  |
|                | Il Popolo della Famiglia                    | 5 569         | 0,50          | –             | 5 569         | 0,50          | –             |  |
|                | Italia agli Italiani (FN - MSFT)            | 4 528         | 0,40          | –             | 4 528         | 0,40          | –             |  |
|                | Per una Sinistra Rivoluzionaria (PCL - SCR) | 1 714         | 0,15          | –             | 1 714         | 0,15          | –             |  |
| Totale         | Totale                                      | 1 120 800     | 100           | 7             | 1 120 800     | 100           | 4             |  |
|                |                                             |               |               |               |               |               |               |  |
| Schede bianche | Schede bianche                              | 10 235        | 0,89          |               |               |               |               |  |
| Schede nulle   | Schede nulle                                | 23 471        | 2,03          |               |               |               |               |  |
| Votanti        | Votanti                                     | 1 154 506     | 77,24         |               |               |               |               |  |
| Elettori       | Elettori                                    | 1 494 688     |               |               |               |               |               |  |

## Eletti

### Eletti maggioritario
Eletti nella coalizione di centro-sinistra (PD - +EUR - Insieme - CP)
     Eletti nella coalizione di centro-destra (Lega - FI - FdI - NcI-UDC)
| Collegio uninominale | Eletto | Eletto                     | Partito |
| -------------------- | ------ | -------------------------- | ------- |
| 1. Firenze           |        | Matteo Renzi               | PD      |
| 2. Sesto Fiorentino  |        | Dario Parrini              | PD      |
| 3. Prato             |        | Patrizio Giacomo La Pietra | FdI     |
| 5. Lucca             |        | Massimo Mallegni           | FI      |

1. ↑  In data 18.09.2019 aderisce al gruppo Italia Viva-P.S.I..

### Eletti proporzionale
| Partito Democratico           | Movimento 5 Stelle             | Lega           | Forza Italia   | Fratelli d'Italia |
| ----------------------------- | ------------------------------ | -------------- | -------------- | ----------------- |
|                               |                                |                |                |                   |
| Andrea Marcucci Caterina Biti | Laura Bottici Gianluca Ferrara | Manuel Vescovi | Barbara Masini | Achille Totaro    |

1. ↑  In data 02.02.2022 aderisce al gruppo misto, componente «+Europa - Azione».